# Bénabar
Bénabar, nombre artístico de Bruno Nicolini (Thiais, Isla de Francia, París 16 de junio de 1969), es un cantautor francés.

## Biografía
Sus canciones son populares y la mayoría de ellas habla sobre la vida cotidiana.
Comenzó su carrera en el cine, trabajando como asistente en la película Le Brasier (1991) y dirigió tres cortometrajes Nada Lezard (1991), Sursum corda (1994) y José Jeannette (1992), por este último recibió el premio "Georges" de Beauregard et le "Premio Especial del Jurado" de Montreal. Pasado este periodo, regresó a la música y trabajó con su amigo Patchol, quien le dio su nombre artístico. Con los Associés cantó durante años en lugares pequeños de Francia, Bélgica y Suiza antes de hacerse popular gracias a su segundo disco, Bénabar (2001), que le permitió formar parte de Henri Salvador a fines de 2001.
Fue nominado como artista revelación para los Victoires de la musique en 2003 aunque no ganó. En 2004 fue premiado por el mejor disco chanson/variété. En 2007 ganó el premio al mejor artista del año y a la mejor canción del año por «Le dîner».

## Discografía

### Álbumes
- 1997: La p'tite monnaie
- 2001: Bénabar
- 2003: Les risques du métier
- 2004: Live au Grand Rex
- 2005: Reprise des négotiations
- 2008: Infrequentable
- 2011: Les Bénéfices du Doute
- 2014: Inspiré de Faits Réels
- 2018: Le début de la suite
- 2021: On lâche pas l'affaire
- 2021: Indocile heureux